# Johannes Andersson i Ullevi
Johannes Andersson (i riksdagen kallad Andersson i Ullevi, senare Dövestad), född 2 december 1791 i Gärdserums socken, död 4 mars 1842 i Blackstads socken, var en svensk riksdagsman i bondeståndet.
Andersson företrädde Norra och Södra Tjusts härader av Kalmar län vid riksdagarna 1828–1830, 1834–1835 och 1840–1841.
Vid riksdagen 1828–1830 var han ledamot i bondeståndets enskilda besvärsutskott, tillfällig ledamot i bevillningsutskottet och ledamot i förstärkta bankoutskottet. Under den urtima riksdagen 1834–1835 var han ledamot i lagutskottet och statsrevisorssuppleant. Han avgick ur utskottet. Andersson var vid sin sista riksdag 1840–1841 ledamot i lagutskottet, elektor för justitieombudsmansvalet och ledamot i förstärkta statsutskottet.